# Unterseeboot type U 3 (Allemagne)
Pour les articles homonymes, voir Unterseeboot type U 3.
Le Unterseeboot type U 3 était une classe de sous-marins (Unterseeboot) construite en Allemagne pour la Kaiserliche Marine avant la Première Guerre mondiale.

## Conception
Ce type de U-Boot était manœuvré par 3 officiers et 19 membres d'équipage.
| Bateaux   | Nbr | Chantier naval             | N° fabrique | Construction |
| --------- | --- | -------------------------- | ----------- | ------------ |
| U-3 à U-4 | 2   | Kaiserliche Werft à Danzig | 2 - 3       | 1907 - 1909  |

## Liste des sous-marins type U 3
Deux exemplaire de sous-marins de type U 3 a été construit.

- SM U-3
- SM U-4

### Sources
- (en) Cet article est partiellement ou en totalité issu de l’article de Wikipédia en anglais intitulé « SM U-3 (Germany) » (voir la liste des auteurs).